# El Jícaro (Nicaragua)
El Jícaro è un comune del Nicaragua facente parte del dipartimento di Nueva Segovia.